# Rock Island Arsenal
O Rock Island Arsenal, compreende 946 acres (383ha), localizado na Arsenal Island, originalmente conhecida como Rock Island, no rio Mississippi entre as cidades de Davenport, em Iowa, e Rock Island, Illinois. Encontra-se no estado de Illinois.
A ilha foi originalmente estabelecida como um local do governo em 1816, com a construção do Fort Armstrong. É agora o maior arsenal de fabricação de armas de propriedade do governo nos Estados Unidos. Foi designado como um marco histórico nacional.

## Generalidades

### Primeiros anos
Rock Island foi anteriormente usada como acampamento de verão para os nativos americanos Sauk, e a disputa sobre a propriedade tribal levou à Guerra de Black Hawk de 1832, em homenagem ao líder principal dos sauks, Black Hawk (Água Negra). Agora é o lar do quartel-general do Primeiro Exército e do Centro de Excelência para Fabricação Aditiva do Exército dos EUA.
Desde a década de 1880 fabrica equipamento militar e artilharia. Em 1919-1920, cem unidades do tanque anglo-americano Liberty Mark VIII foram fabricados, embora tarde demais para a Primeira Guerra Mundial. 

### Arsenal
Estabelecida como arsenal e centro de fabricação de apetrechos de couro e equipamentos de campanha, hoje fornece serviços de manufatura, logística e apoio de base para as Forças Armadas.
O Arsenal é a única fundição ativa do Exército dos EUA e fabrica munições e equipamentos, incluindo artilharia, suportes de armas, mecanismos de recuo, armas portáteis, subsistemas de armas de aeronaves, lançadores de granadas, simuladores de armas e uma série de componentes associados.
Alguns dos produtos de maior sucesso do Arsenal incluem os obuseiros rebocados M198 e M119 e o suporte para o canhão M1A1. Cerca de 250 militares e 6.000 civis trabalham lá. A população do censo de 2000 era de 145.

## Guarnição
- Comando Conjunto de Munições
- Centro Conjunto de Fabricação e Tecnologia
- Corpo de Engenharia do Exército dos EUA, Distrito de Rock Island
- Comando de Sustentação do Exército dos Estados Unidos
- Primeiro Exército dos Estados Unidos